# Gallo (araldica)
In araldica il gallo simboleggia il guerriero prode, vigile e pronto alle armi e, come tale, è solitamente definito dall'attributo ardito. Il gallo simboleggia anche la vigilanza, l'ardire, la vittoria e la salute.
Il gallo fu consacrato a Marte, dio della guerra, proprio per la sua natura bellicosa. Associato inoltre a numerose altre divinità tra le più note il gallo in taluni casi viene associato anche a Dioniso. Venne anche utilizzato come simbolo di risurrezione nelle prime tombe cristiane e, quando rappresentato con un ramoscello nel becco, è simbolo di vigilanza cristiana. In quest’ottica cattolica, una variante è rappresentata dal gallo ardito con ramoscello nel becco. Rappresenta la fede cristiana, pronta a dare battaglia attraverso la temperanza, e la vigilanza nella fedeltà a san Pietro, di cui il gallo è uno dei simboli. (1 Pt,5-8)
Per questo motivo, durante la Controriforma, soprattutto nelle Chiese alpine delle aree di lingua tedesca (Svizzera, Baviera, Austria e Alto-Adige), sovente venivano posizionati galli sopra il globo e sotto la croce, alla sommità dei campanili, a ribadire la fedeltà a Pietro, e dunque al Papa, come antemurale alla riforma protestante.
La Francia adotta il gallo come uno degli emblemi nazionali.

Di rosso, al gallo rivoltato ardito d'argento, crestato d'oro (Olawa, Polonia)
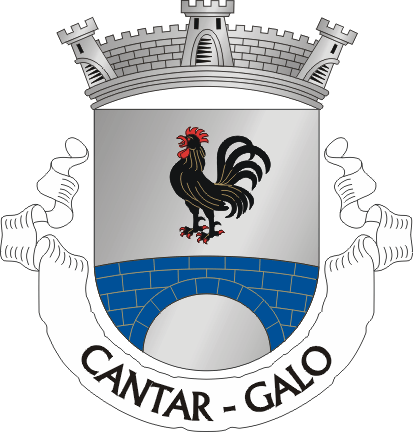
D'argento, al ponte d'azzurro, murato del campo, ad arco unico, al gallo di nero, crestato, imbeccato, bargigliato ed artigliato di rosso (freguesia Cantar-Galo, Portogallo)
Troncato, d'argento e di rosso, a due galli arditi, dell'uno nell'altro (Gallarate, Italia)
D'argento, al gallo, passante davanti al tronco di una quercia, radicata in un terreno erboso il tutto al naturale (Parabiago, Italia).
D'argento, al gallo d'oro, imbeccato, crestato, barbigliato e membrato di rosso, sostenuto da due spighe di grano pure d'oro poste in decusse (Jausiers, Francia)
D'azzurro, al gallo d'oro, crestato e barbigliato di rosso (Vogüé, Francia)

Nell'araldica civica compare di frequente anche il gallo cedrone o il gallo forcello.

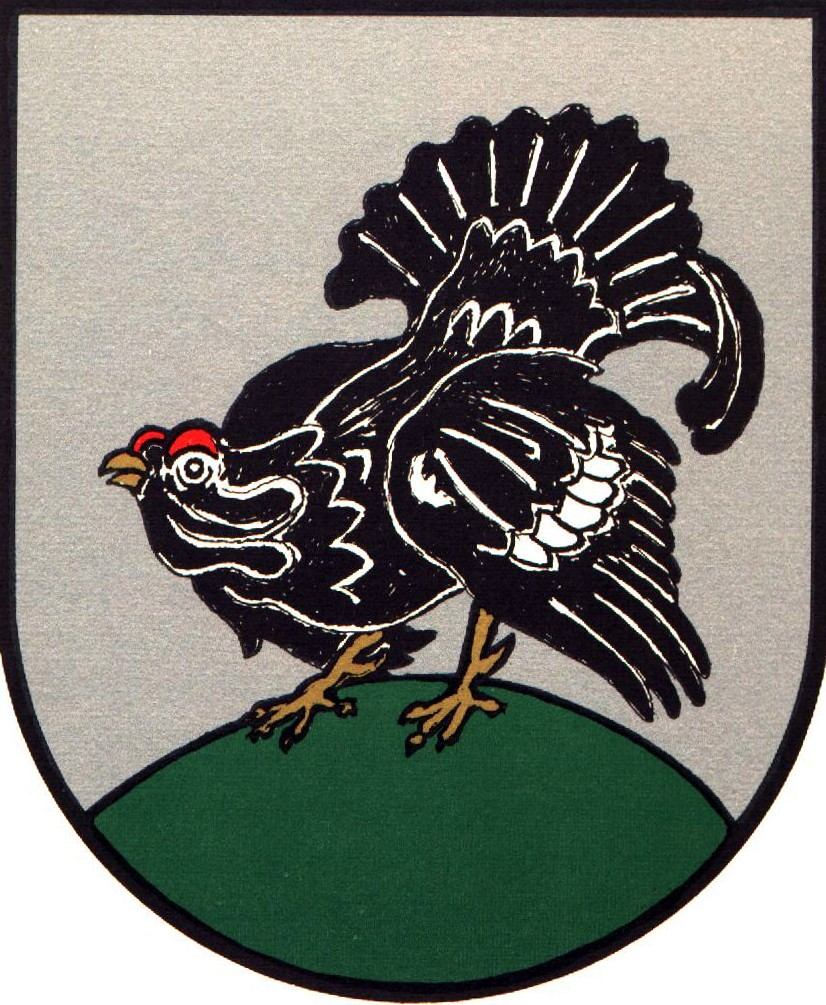
D'argento, al gallo forcello al naturale, sostenuto da una campagna centrata di verde (Hahnenknoop, Germania)
D'oro, al gallo cedrone al naturale (Circondario di Freudenstadt, Germania)
D'oro, al gallo forcello al naturale (Samtgemeinde Hanstedt, Germania)

## Posizione araldica ordinaria
Il gallo si rappresenta ordinariamente con la cresta e la zampa destra alzata, posizione definita dall'attributo ardito.

## Attributi araldici
- Cantante se ha la testa all'insù col becco aperto
- Combattente se ce ne sono due affrontati e attaccati in atteggiamento di lotta[1]
- Fermo se ha entrambe le zampe appoggiate
- In amore se fa la ruota con la coda come il pavone (ma è un caso raro)

### Attributi per indicare smalti diversi in determinate parti del corpo
- Alato
- Artigliato o armato
- Barbato o bargigliato
- Crestato
- Imbeccato
- Membrato
- Speronato